# Danh sách giải thưởng và đề cử của NewJeans
Nhóm nhạc nữ Hàn Quốc NewJeans đã nhận được nhiều giải thưởng. Sau khi ra mắt vào năm 2022, nhóm đã giành được nhiều giải thưởng tân binh tại các lễ trao giải Golden Disc Awards, Korean Music Awards, Melon Music Awards, và Seoul Music Awards, cùng nhiều giải thưởng khác. EP đầu tay có tựa đề cùng tên của họ đã giành giải Best K-pop Album tại Korean Music Awards lần thứ 20, trong khi đĩa đơn "Attention" của họ đã giành giải Digital Bonsang tại Golden Disc Awards lần thứ 37, cùng nhiều giải thưởng khác.
Sau thành công thương mại của các sản phẩm phát hành trong năm 2023, album đơn OMG và EP Get Up, NewJeans đã giành được nhiều giải thưởng tại hầu hết các lễ trao giải âm nhạc Hàn Quốc trong năm. NewJeans trở thành nghệ sĩ nữ đầu tiên giành giải Nghệ sĩ của Năm trong cùng một năm tại cả MAMA Awards 2023 và Melon Music Awards 2023, nơi họ cũng nhận giải Nhóm nữ xuất sắc nhất và Bài hát của Năm cho đĩa đơn "Ditto". Đĩa đơn này cũng giành giải Digital Daesang tại Golden Disc Awards lần thứ 38 và Bài hát của Năm tại Asia Artist Awards lần thứ 8, nơi NewJeans nhận giải Ca sĩ của Năm. Đĩa đơn "OMG" của họ đã giành giải Bài hát xuất sắc nhất tại Seoul Music Awards lần thứ 33. Tại Nhật Bản, NewJeans trở thành nghệ sĩ nước ngoài đầu tiên trong lịch sử giành giải Giải thưởng Tác phẩm Xuất sắc và được đề cử cho giải Grand Prix với bài hát "Ditto" tại Japan Record Awards. Tại Hoa Kỳ, NewJeans giành giải Nghệ sĩ K-pop Toàn cầu Xuất sắc nhất tại Billboard Music Awards 2023.

## Giải thưởng và đề cử
- A
- B
- C
- E
- F
- G
- H
- I
- J
- K
- M
- N
- S

| Lễ trao giải                           | Năm  | Hạng mục                                                | Ứng cử viên / Tác phẩm | Kết quả           | Tham khảo     |
| -------------------------------------- | ---- | ------------------------------------------------------- | ---------------------- | ----------------- | ------------- |
| Asia Artist Awards                     | 2022 | Màn trình diễn của năm (Daesang)                        | NewJeans               | Đoạt giải         | [ 4 ]         |
| Asia Artist Awards                     | 2022 | Tân binh của năm – Âm nhạc                              | NewJeans               | Đoạt giải         | [ 4 ]         |
| Asia Artist Awards                     | 2022 | Giải thưởng phổ biến DCM – Ca sĩ nữ                     | NewJeans               | Đề cử             | [ 5 ]         |
| Asia Artist Awards                     | 2022 | Giải thưởng phổ biến Idolplus – Âm nhạc                 | NewJeans               | Đề cử             | [ 6 ]         |
| Asia Artist Awards                     | 2023 | Giải thưởng Người nổi tiếng Châu Á                      | NewJeans               | Đoạt giải         | [ 7 ]         |
| Asia Artist Awards                     | 2023 | Giải thưởng Lựa chọn xuất sắc                           | NewJeans               | Đoạt giải         | [ 7 ]         |
| Asia Artist Awards                     | 2023 | Giải thưởng Tuyệt vời                                   | NewJeans               | Đoạt giải         | [ 7 ]         |
| Asia Artist Awards                     | 2023 | Giải thưởng Hot Trend                                   | NewJeans               | Đoạt giải         | [ 7 ]         |
| Asia Artist Awards                     | 2023 | Ca sĩ của năm (Daesang)                                 | NewJeans               | Đoạt giải         | [ 7 ]         |
| Asia Artist Awards                     | 2023 | Bài hát của năm (Daesang)                               | "Ditto"                | Đoạt giải         | [ 7 ]         |
| Asia Artist Awards                     | 2023 | Giải thưởng Phổ biến – Ca sĩ (Nữ)                       | NewJeans               | Đề cử             | [ 8 ]         |
| Asia Artist Awards                     | 2024 | Nghệ sĩ của năm – Âm nhạc (Daesang)                     | NewJeans               | Đoạt giải         | [ 9 ]         |
| Asia Artist Awards                     | 2024 | Giải thưởng Nghệ sĩ xuất sắc – Âm nhạc                  | NewJeans               | Đoạt giải         | [ 9 ]         |
| Asia Artist Awards                     | 2024 | Màn trình diễn xuất sắc                                 | "How Sweet"            | Đoạt giải         | [ 9 ]         |
| Asian Pop Music Awards                 | 2022 | 20 Bài hát hay nhất của năm (Nước ngoài)                | "Hype Boy"             | Đoạt giải         | [ 10 ]        |
| Asian Pop Music Awards                 | 2022 | Nghệ sĩ mới xuất sắc nhất (Nước ngoài)                  | New Jeans              | Đề cử             | [ 11 ]        |
| Asian Pop Music Awards                 | 2023 | Nhóm xuất sắc nhất (Nước ngoài)                         | NewJeans               | Đoạt giải         | [ 12 ]        |
| Asian Pop Music Awards                 | 2023 | Top 20 Album của năm (Nước ngoài)                       | Get Up                 | Đoạt giải         | [ 12 ]        |
| Asian Pop Music Awards                 | 2023 | 20 Bài hát hay nhất của năm (Nước ngoài)                | "Super Shy"            | Đoạt giải         | [ 12 ]        |
| Asian Pop Music Awards                 | 2023 | Bài hát của năm (Nước ngoài)                            | "Super Shy"            | Đề cử             | [ 12 ]        |
| Billboard Music Awards                 | 2023 | Top Global K-Pop Artist                                 | NewJeans               | Đoạt giải         | [ 13 ]        |
| Billboard Music Awards                 | 2023 | Top Billboard Global (Excl. U.S.) Artist                | NewJeans               | Đề cử             | [ 13 ]        |
| Billboard Music Awards                 | 2023 | Top Global K-Pop Album                                  | Get Up                 | Đề cử             | [ 13 ]        |
| Billboard Music Awards                 | 2023 | Top Global K-Pop Song                                   | "Ditto"                | Đề cử             | [ 13 ]        |
| Billboard Music Awards                 | 2023 | Top Global K-Pop Song                                   | "OMG"                  | Đề cử             | [ 13 ]        |
| Billboard Women in Music               | 2024 | Nhóm nhạc của năm                                       | NewJeans               | Đoạt giải         | [ 14 ]        |
| Circle Chart Music Awards              | 2023 | Nghệ sĩ mới của năm – Digital                           | "Attention"            | Đoạt giải         | [ 15 ]        |
| Circle Chart Music Awards              | 2023 | Nghệ sĩ của năm – Digital Global Music (Tháng 8)        | "Attention"            | Đề cử             | [ 16 ]        |
| Circle Chart Music Awards              | 2023 | Nghệ sĩ của năm – Digital Global Music (Tháng 8)        | "Hype Boy"             | Đề cử             | [ 16 ]        |
| Circle Chart Music Awards              | 2023 | Nghệ sĩ mới của năm – Physical                          | New Jeans              | Đề cử             | [ 17 ]        |
| Circle Chart Music Awards              | 2024 | Nghệ sĩ của năm – Digital                               | "Ditto"                | Đoạt giải         | [ 18 ]        |
| Circle Chart Music Awards              | 2024 | Nghệ sĩ của năm – Global Streaming                      | "Super Shy"            | Đoạt giải         | [ 18 ]        |
| Circle Chart Music Awards              | 2024 | Nghệ sĩ của năm – Streaming Unique Listeners            | "Ditto"                | Đoạt giải         | [ 18 ]        |
| Circle Chart Music Awards              | 2024 | Nhạc phẩm bán chạy ổn định của năm                      | "Hype Boy"             | Đoạt giải         | [ 18 ]        |
| Clio Music Awards                      | 2024 | Video Âm nhạc                                           | "Ditto"                | Lọt vào danh sách | [ 19 ]        |
| Edaily Culture Awards                  | 2024 | Giải thưởng Frontier                                    | NewJeans               | Đoạt giải         | [ 22 ]        |
| Esports Awards                         | 2024 | Nội dung của Năm                                        | "Gods"                 | Đoạt giải         | [ 23 ]        |
| The Fact Music Awards                  | 2022 | Giải Next Leader                                        | NewJeans               | Đoạt giải         | [ 24 ]        |
| The Fact Music Awards                  | 2022 | Giải Fan N Star Choice (Nghệ sĩ)                        | NewJeans               | Đề cử             | [ 25 ]        |
| The Fact Music Awards                  | 2022 | Giải Four Star                                          | NewJeans               | Đề cử             | [ 26 ]        |
| The Fact Music Awards                  | 2022 | Giải Idolplus Popularity                                | NewJeans               | Đề cử             | [ 27 ]        |
| The Fact Music Awards                  | 2023 | Nghệ sĩ của Năm (Bonsang)                               | NewJeans               | Đoạt giải         | [ 28 ]        |
| The Fact Music Awards                  | 2023 | Giải Listener's Choice                                  | NewJeans               | Đoạt giải         | [ 28 ]        |
| The Fact Music Awards                  | 2023 | Nhạc phẩm hay nhất – Mùa Xuân                           | "OMG"                  | Đề cử             | [ 29 ]        |
| The Fact Music Awards                  | 2023 | Nhạc phẩm hay nhất – Mùa Thu                            | "Super Shy"            | Đề cử             | [ 30 ]        |
| The Fact Music Awards                  | 2023 | Giải Idolplus Popularity                                | NewJeans               | Đề cử             | [ 31 ]        |
| The Fact Music Awards                  | 2024 | Nghệ sĩ của năm (Bonsang)                               | NewJeans               | Đoạt giải         | [ 32 ]        |
| The Fact Music Awards                  | 2024 | Giải Musinsa Popularity                                 | NewJeans               | Đoạt giải         | [ 32 ]        |
| The Fact Music Awards                  | 2024 | Giải TMA Popularity                                     | NewJeans               | Đoạt giải         | [ 32 ]        |
| The Fact Music Awards                  | 2024 | Giải World Best Performer                               | NewJeans               | Đoạt giải         | [ 32 ]        |
| The Fact Music Awards                  | 2024 | Giải Worldwide Icon                                     | NewJeans               | Đoạt giải         | [ 32 ]        |
| Genie Music Awards                     | 2022 | Giải Tân binh nữ xuất sắc nhất                          | NewJeans               | Đề cử             | [ 33 ]        |
| Golden Disc Awards                     | 2023 | Digital Song Bonsang                                    | "Attention"            | Đoạt giải         | [ 34 ]        |
| Golden Disc Awards                     | 2023 | Nghệ sĩ mới của năm                                     | NewJeans               | Đoạt giải         | [ 34 ]        |
| Golden Disc Awards                     | 2023 | TikTok Most Popular Artist Award                        | NewJeans               | Đề cử             | [ 34 ]        |
| Golden Disc Awards                     | 2023 | Digital Daesang                                         | "Attention"            | Đề cử             | [ 34 ]        |
| Golden Disc Awards                     | 2024 | Digital Daesang                                         | "Ditto"                | Đoạt giải         | [ 35 ]        |
| Golden Disc Awards                     | 2024 | Digital Song Bonsang                                    | "Ditto"                | Đoạt giải         | [ 35 ]        |
| Hanteo Music Awards                    | 2023 | Nghệ sĩ mới của năm                                     | NewJeans               | Đoạt giải         | [ 36 ]        |
| Hanteo Music Awards                    | 2024 | Nghệ sĩ của năm (Bonsang)                               | NewJeans               | Đoạt giải         | [ 37 ]        |
| Hanteo Music Awards                    | 2025 | Nghệ sĩ của năm (Bonsang)                               | NewJeans               | Đoạt giải         | [ 38 ]        |
| iHeartRadio Music Awards               | 2024 | Nghệ sĩ K-pop mới xuất sắc nhất                         | NewJeans               | Đoạt giải         | [ 39 ]        |
| iHeartRadio Music Awards               | 2024 | Bài hát K-pop của năm                                   | "Super Shy"            | Đề cử             | [ 40 ]        |
| Japan Gold Disc Awards                 | 2024 | 3 Nghệ sĩ mới xuất sắc nhất – Châu Á                    | NewJeans               | Đoạt giải         | [ 41 ]        |
| Japan Gold Disc Awards                 | 2024 | Bài hát của năm theo Streaming – Châu Á                 | "OMG"                  | Đoạt giải         | [ 41 ]        |
| Japan Record Awards                    | 2023 | Giải Tác phẩm xuất sắc (Bài hát của năm)                | "Ditto"                | Đoạt giải         | [ 42 ]        |
| Japan Record Awards                    | 2023 | Giải Thành tựu đặc biệt                                 | NewJeans               | Đoạt giải         | [ 42 ]        |
| Japan Record Awards                    | 2023 | Giải Grand Prix                                         | "Ditto"                | Đề cử             | [ 42 ]        |
| Japan Record Awards                    | 2024 | Giải Tác phẩm xuất sắc (Bài hát của năm)                | "Supernatural"         | Đoạt giải         | [ 43 ]        |
| Japan Record Awards                    | 2024 | Giải Grand Prix                                         | "Supernatural"         | Đề cử             | [ 43 ]        |
| The K-Billboard Awards                 | 2022 | Giải Hot Rookie                                         | NewJeans               | Đoạt giải         | [ 44 ]        |
| K Global Heart Dream Awards            | 2023 | Giải K Global Best Music                                | NewJeans               | Đoạt giải         | [ 45 ]        |
| Korea Grand Music Awards               | 2024 | Grand Artist                                            | NewJeans               | Đoạt giải         | [ 46 ]        |
| Korea Grand Music Awards               | 2024 | Nghệ sĩ xuất sắc nhất                                   | NewJeans               | Đoạt giải         | [ 46 ]        |
| Korean Music Awards                    | 2023 | Album K-pop xuất sắc Nhất                               | New Jeans              | Đoạt giải         | [ 47 ]        |
| Korean Music Awards                    | 2023 | Bài Hát K-pop xuất sắc nhất                             | "Attention"            | Đoạt giải         | [ 47 ]        |
| Korean Music Awards                    | 2023 | Nghệ sĩ mới của năm                                     | NewJeans               | Đoạt giải         | [ 47 ]        |
| Korean Music Awards                    | 2023 | Album của năm                                           | New Jeans              | Đề cử             | [ 48 ]        |
| Korean Music Awards                    | 2023 | Nhạc sĩ của năm                                         | NewJeans               | Đề cử             | [ 48 ]        |
| Korean Music Awards                    | 2023 | Bài hát của năm                                         | "Attention"            | Đề cử             | [ 48 ]        |
| Korean Music Awards                    | 2024 | Album K-pop xuất sắc nhất                               | Get Up                 | Đoạt giải         | [ 49 ]        |
| Korean Music Awards                    | 2024 | Bài Hát K-pop xuất sắc Nhất                             | "Ditto"                | Đoạt giải         | [ 49 ]        |
| Korean Music Awards                    | 2024 | Bài hát của năm                                         | "Ditto"                | Đoạt giải         | [ 49 ]        |
| Korean Music Awards                    | 2024 | Album của năm                                           | Get Up                 | Đề cử             | [ 50 ]        |
| Korean Music Awards                    | 2024 | Nhạc sĩ của ăm                                          | NewJeans               | Đề cử             | [ 50 ]        |
| MAMA Awards                            | 2022 | Nghệ sĩ của năm                                         | NewJeans               | Đề cử             | [ 51 ]        |
| MAMA Awards                            | 2022 | Màn biểu diễn vũ đạo xuất sắc nhất nhóm nữ              | "Attention"            | Đề cử             | [ 51 ]        |
| MAMA Awards                            | 2022 | Nghệ sĩ mới xuất sắc nhất nhóm nữ                       | NewJeans               | Đề cử             | [ 51 ]        |
| MAMA Awards                            | 2022 | Bài hát của năm                                         | "Attention"            | Đề cử             | [ 51 ]        |
| MAMA Awards                            | 2022 | Worldwide Fans' Choice Top 10                           | NewJeans               | Đề cử             | [ 51 ]        |
| MAMA Awards                            | 2023 | Nghệ sĩ của năm                                         | NewJeans               | Đoạt giải         | [ 52 ]        |
| MAMA Awards                            | 2023 | Màn biểu diễn vũ đạo xuất sắc nhất nhóm nữ              | "Ditto"                | Đoạt giải         | [ 52 ]        |
| MAMA Awards                            | 2023 | Nhóm nữ xuất sắc nhất                                   | NewJeans               | Đoạt giải         | [ 52 ]        |
| MAMA Awards                            | 2023 | Bài hát của năm                                         | "Ditto"                | Đoạt giải         | [ 52 ]        |
| MAMA Awards                            | 2023 | Album của Năm                                           | Get Up                 | Đề cử             | [ 52 ]        |
| MAMA Awards                            | 2023 | Worldwide Fans' Choice Top 10                           | NewJeans               | Đề cử             | [ 52 ]        |
| MAMA Awards                            | 2024 | Fans' Choice Female                                     | NewJeans               | Đoạt giải         | [ 53 ]        |
| MAMA Awards                            | 2024 | Nghệ sĩ của năm                                         | NewJeans               | Đề cử             | [ 53 ]        |
| MAMA Awards                            | 2024 | Best Choreography                                       | "Supernatural"         | Đề cử             | [ 53 ]        |
| MAMA Awards                            | 2024 | Màn biểu diễn vũ đạo xuất sắc nhất nhóm nữ              | "How Sweet"            | Đề cử             | [ 53 ]        |
| MAMA Awards                            | 2024 | Nhóm nữ xuất sắc nhất                                   | NewJeans               | Đề cử             | [ 53 ]        |
| MAMA Awards                            | 2024 | Fans' Choice of the Year                                | NewJeans               | Đề cử             | [ 54 ]        |
| MAMA Awards                            | 2024 | Bài hát của năm                                         | "How Sweet"            | Đề cử             | [ 53 ]        |
| MAMA Awards                            | 2024 | Bài hát của năm                                         | "Supernatural"         | Đề cử             | [ 53 ]        |
| Melon Music Awards                     | 2022 | Nghệ sĩ mới xuất sắc nhất                               | NewJeans               | Đoạt giải         | [ 55 ]        |
| Melon Music Awards                     | 2022 | Top 10 Artist                                           | NewJeans               | Đoạt giải         | [ 55 ]        |
| Melon Music Awards                     | 2022 | Album của năm                                           | New Jeans              | Đề cử             | [ 55 ]        |
| Melon Music Awards                     | 2022 | Nghệ sĩ của năm                                         | NewJeans               | Đề cử             | [ 55 ]        |
| Melon Music Awards                     | 2022 | Best Female Group                                       | NewJeans               | Đề cử             | [ 55 ]        |
| Melon Music Awards                     | 2023 | Nghệ sĩ của Năm                                         | NewJeans               | Đoạt giải         | [ 56 ]        |
| Melon Music Awards                     | 2023 | Best Female Group                                       | NewJeans               | Đoạt giải         | [ 56 ]        |
| Melon Music Awards                     | 2023 | Millions Top 10 Artist                                  | Get Up                 | Đoạt giải         | [ 56 ]        |
| Melon Music Awards                     | 2023 | Bài hát của năm                                         | "Ditto"                | Đoạt giải         | [ 56 ]        |
| Melon Music Awards                     | 2023 | Top 10 Artist                                           | NewJeans               | Đoạt giải         | [ 56 ]        |
| Melon Music Awards                     | 2023 | Album của năm                                           | Get Up                 | Đề cử             | [ 56 ]        |
| Melon Music Awards                     | 2023 | Giải thưởng Ngôi sao yêu thích của Kakao                | NewJeans               | Đề cử             | [ 56 ]        |
| Melon Music Awards                     | 2024 | Millions Top 10 Artist                                  | NewJeans               | Đoạt giải         | [ 57 ]        |
| Melon Music Awards                     | 2024 | Top 10 Artist                                           | NewJeans               | Đoạt giải         | [ 57 ]        |
| Melon Music Awards                     | 2024 | Nghệ sĩ của năm                                         | NewJeans               | Đề cử             | [ 58 ]        |
| Melon Music Awards                     | 2024 | Best Female Group                                       | NewJeans               | Đề cử             | [ 58 ]        |
| Melon Music Awards                     | 2024 | Kakao Bank Everyone's Star                              | NewJeans               | Đề cử             | [ 58 ]        |
| MTV Europe Music Awards                | 2023 | Nhóm xuất sắc nhất                                      | NewJeans               | Đề cử             | [ 59 ]        |
| MTV Europe Music Awards                | 2023 | Best K-Pop                                              | NewJeans               | Đề cử             | [ 59 ]        |
| MTV Europe Music Awards                | 2024 | Best K-Pop                                              | NewJeans               | Đề cử             | [ 60 ]        |
| MTV Video Music Awards                 | 2023 | Nhóm của năm                                            | NewJeans               | Đề cử             | [ 61 ]        |
| MTV Video Music Awards                 | 2024 | Nhóm xuất sắc nhất                                      | NewJeans               | Đề cử             | [ 62 ]        |
| MTV Video Music Awards                 | 2024 | Best K-Pop                                              | "Super Shy"            | Đề cử             | [ 62 ]        |
| MTV Video Music Awards Japan           | 2023 | Giải Best Buzz                                          | NewJeans               | Đoạt giải         | [ 63 ]        |
| Music Awards Japan                     | 2025 | Best K-pop Song in Japan                                | "Ditto"                | Đoạt giải         | [ 64 ] [ 65 ] |
| Music Awards Japan                     | 2025 | Best K-pop Song in Japan                                | "Supernatural"         | Đề cử             | [ 64 ] [ 65 ] |
| Music Awards Japan                     | 2025 | Best of Listeners' Choice: International Song           | "Supernatural"         | Đề cử             | [ 64 ] [ 65 ] |
| Music Awards Japan                     | 2025 | Best of Listeners' Choice: International Song           | "How Sweet"            | Đề cử             | [ 64 ] [ 65 ] |
| Nickelodeon Mexico Kids' Choice Awards | 2023 | Nhóm K-Pop yêu thích                                    | NewJeans               | Đề cử             | [ 66 ]        |
| Seoul Music Awards                     | 2023 | Tân binh của năm                                        | NewJeans               | Đoạt giải         | [ 67 ]        |
| Seoul Music Awards                     | 2023 | Giải Hallyu đặc biệt                                    | NewJeans               | Đề cử             | [ 68 ]        |
| Seoul Music Awards                     | 2023 | Giải Popularity                                         | NewJeans               | Đề cử             | [ 68 ]        |
| Seoul Music Awards                     | 2024 | Bonsang                                                 | "OMG"                  | Đoạt giải         | [ 69 ]        |
| Seoul Music Awards                     | 2024 | Giải Bài hát xuất sắc nhất                              | NewJeans               | Đoạt giải         | [ 69 ]        |
| Seoul Music Awards                     | 2024 | Giải Hallyu đặc biệt                                    | NewJeans               | Đề cử             | [ 70 ]        |
| Seoul Music Awards                     | 2024 | Giải Popularity                                         | NewJeans               | Đề cử             | [ 70 ]        |
| Seoul Tourism Awards                   | 2023 | Giải Hallyu Star                                        | NewJeans               | Đoạt giải         | [ 71 ]        |
| Spikes Asia Awards                     | 2024 | Tích hợp thương hiệu hoặc sản phẩm vào nội dung âm nhạc | "ETA"                  | Bronze            | [ 72 ]        |
| Spikes Asia Awards                     | 2024 | Tích hợp thương hiệu hoặc sản phẩm vào nội dung âm nhạc | "Zero"                 | Lọt vào danh sách | [ 72 ]        |

## Các giải thưởng khác

### Danh hiệu Nhà nước
| Quốc gia | Năm  | Giải thưởng                                          | Tham chiếu |
| -------- | ---- | ---------------------------------------------------- | ---------- |
| Hàn Quốc | 2023 | Bằng khen thưởng của Bộ Văn hóa, Thể thao và Du lịch | [ 76 ]     |

### Danh sách
| Nhà xuất bản            | Năm  | Danh sách                                  | Thứ hạng | Tham chiếu |
| ----------------------- | ---- | ------------------------------------------ | -------- | ---------- |
| Billboard               | 2024 | 21 Under 21                                | Có mặt   | [ 77 ]     |
| Billboard               | 2025 | 21 Under 21                                | Có mặt   | [ 78 ]     |
| The Business of Fashion | 2023 | BoF 500                                    | Có mặt   | [ 80 ]     |
| Forbes                  | 2023 | Korea Power Celebrity 40                   | 27       | [ 81 ]     |
| Forbes                  | 2024 | Korea Power Celebrity 40                   | 3        | [ 82 ]     |
| Forbes                  | 2023 | 30 Under 30 – Châu Á (Giải trí & Thể thao) | Có mặt   | [ 83 ]     |
| Gold House              | 2023 | A100 List                                  | Có mặt   | [ 86 ]     |
| Time                    | 2023 | Những nhà Lãnh đạo thế hệ tiếp theo        | Có mặt   | [ 87 ]     |
| Variety                 | 2024 | Young Hollywood Impact Report              | Có mặt   | [ 88 ]     |

### Kỷ lục thế giới
| Ấn phẩm                | Năm  | Kỷ lục thế giới                                          | Người giữ kỷ lục | Tham chiếu |
| ---------------------- | ---- | -------------------------------------------------------- | ---------------- | ---------- |
| Guinness World Records | 2023 | Nghệ sĩ K-pop nhanh nhất đạt 1 tỷ lượt phát trên Spotify | NewJeans         | [ 89 ]     |